# Llardecans
Llardecans  (spanisch Llardecáns) ist eine katalanische Gemeinde (Municipio) mit 428 Einwohnern (Stand: 2024) in der Provinz Lleida im Nordosten Spaniens. Sie ist Teil der Comarca Segrià. 

## Geographie
Llardecans liegt etwa 29 Kilometer südsüdwestlich vom Stadtzentrum von Lleida in einer Höhe von ca. 395 m. 

## Einwohnerentwicklung
| 1900 | 1930 | 1950 | 1970 | 1981 | 1991 | 2001 | 2011 | 2021 |
| ---- | ---- | ---- | ---- | ---- | ---- | ---- | ---- | ---- |
| 1351 | 1230 | 1050 | 843  | 722  | 683  | 620  | 515  | 429  |

## Sehenswürdigkeiten

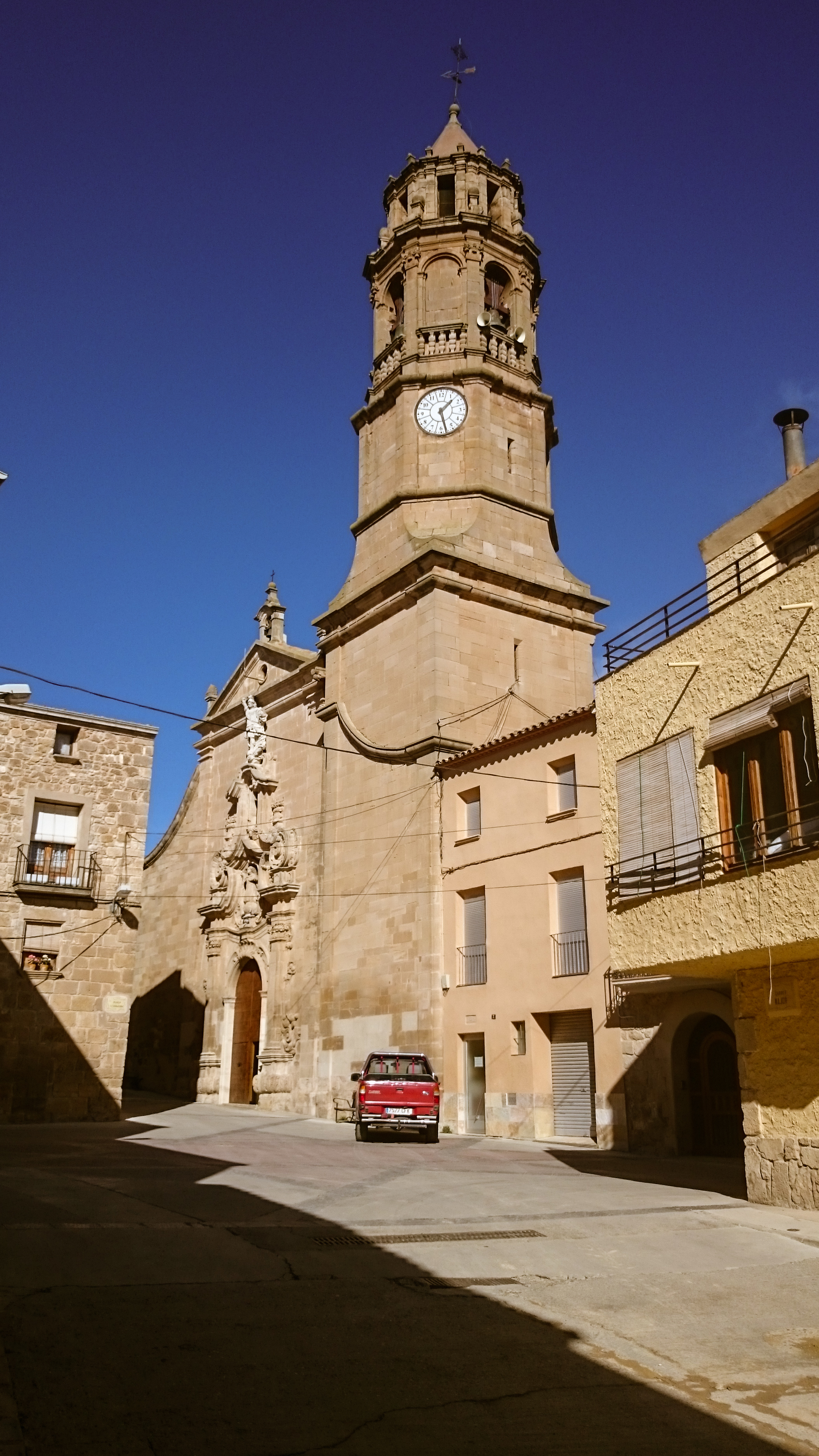
Marienkirche
- Marienkapelle

- Marienkirche